# György Dörner
György Dörner (Budapest, 9 dicembre 1953) è un attore e doppiatore ungherese.
È il doppiatore di Bruce Willis e di Michael Douglas e Eddie Murphy

## Filmografia
- Petöfi '73, regia di Ferenc Kardos (1973)
- Szarvassá vált fiúk, regia di Imre Gyöngyössy (1974)
- Holnap lesz fácán, regia di Sándor Sára (1974)
- Rosszemberek, regia di György Szomjas (1979)
- A kedves szomszéd
- Kojak Budapesten
- A remény joga
- Tegnapelött
- Szívzür
- Könnyü testi sértés, regia di György Szomjas (1983)
- Mennyei seregek
- Az óriás
- Uramisten
- Házasság szabadnappal
- Eszmélés
- Egy kicsit én, egy kicsit te
- Városbújócska
- Falfúró, regia di György Szomjas (1985)
- Mamiblu
- Vakvilágban
- Laura (1987)
- Isten hátrafelé megy
- A csalás gyönyöre
- Ördög vigye
- Az asszony
- Honfoglalás
- A rózsa vére

### Tv
- A három jószívü rabló
- Hungarian Dracula
- A béke szigete
- Békestratégia
- Johann Sebastian Bach
- A végtelenek a párhuzamosban találkoznak
- Nyolc évszak
- Parasztbecsület
- Freytág testvérek
- Ignaz Semmelweis - Arzt der Frauen
- A megközelíthetetlen
- Családi kör
- Margarétás dal